# Château du Fresne (Argences)
Pour les articles homonymes, voir Château du Fresne.
Le château du Fresne est un édifice du XVIIe siècle situé à Argences, en France.

## Localisation
Le monument est situé dans le département français du Calvados, à 1 km au nord du bourg d'Argences.

## Architecture
Les façades et les toitures sont inscrites au titre des monuments historiques depuis le 4 octobre 1932.